# Catocyclotis hemixanthe
Catocyclotis hemixanthe är en fjärilsart som beskrevs av Felder 1865. Catocyclotis hemixanthe ingår i släktet Catocyclotis och familjen Riodinidae. Inga underarter finns listade i Catalogue of Life.